# Eodiscoglossus
Eodiscoglossus (лат.) — род ископаемых бесхвостых земноводных неясного систематического положения (incertae sedis). Известен по типовому виду E. santonjae из нижнего мела Испании, а также по виду E. oxoniensis, описанному из формации Форест-Марбл (Forest Marble Formation) в Великобритании. Это была маленькая примитивная лягушка длиной всего 27 мм от предчелюстной кости до седалищной кости. Согласно традиционным представлениям, род тесно связан с круглоязычными, однако некоторые филогенетические анализы показывают, что он может занимать базальное положение в кладе Lalagobatrachia. Отнесение E. oxoniensis к Eodiscoglossus было поставлено под сомнение, поскольку оно основано на гомоплазических и плезиоморфных признаках, унаследованных от общего предка, что означает отсутствие явных доказательств близкого родства.

## Виды
По данным сайта Paleobiology Database, на январь 2022 года в род включают 2 вымерших вида:
- † Eodiscoglossus oxoniensis Evans et al., 1990
- † Eodiscoglossus santonjae Villalta, 1957typus

Тело первого шейного позвонка (атланта), обнаруженное в отложениях Берёзовского разреза (итатская свита, средняя юра) в Красноярском крае, было приписано ?Eodiscoglossus sp.